# Olaf Olafsen
Olaf Olafsen, född den 3 september 1843 i Dovre, död där den 8 februari 1932, var en norsk präst och lokalhistoriker.